# Acontius australis
Acontius australis är en spindelart som först beskrevs av Simon 1886.  Acontius australis ingår i släktet Acontius och familjen Cyrtaucheniidae. Inga underarter finns listade i Catalogue of Life.